# Virginia Roberts Giuffre
Pour les articles homonymes, voir Roberts.
Virginia Louise Giuffre, née Roberts le 9 août 1983 à Sacramento (Californie) et morte le 25 avril 2025 à Neergabby (Australie-Occidentale), est une militante américano-australienne pour les droits des victimes de trafic sexuel. 
Elle est l'une des victimes les plus connues du réseau de trafic de mineurs dirigé par le délinquant sexuel et financier Jeffrey Epstein. Elle fonde en 2015 Victims Refuse Silence (Les victimes refusent le silence), une organisation à but non lucratif. Elle est beaucoup interviewée dans les médias américains et britanniques décrivant les agressions que lui ont fait vivre Epstein, Ghislaine Maxwell, Andrew d'York et un certain nombre d'autres personnalités. 
Virginia Giuffre poursuit en justice Epstein et Maxwell et fait directement appel au public pour obtenir justice et sensibiliser à sa cause. Elle poursuit Maxwell pour diffamation en 2015, et l'affaire est réglée en faveur de Giuffre pour une somme non divulguée en 2017. Le 2 juillet 2019, la cour d'appel des États-Unis pour le deuxième circuit ordonne le descellement des documents d'une poursuite civile antérieure intentée par Giuffre contre Maxwell. Le premier lot de documents du procès de Giuffre est rendu public le 9 août 2019, impliquant de nouveau Epstein, Maxwell et un certain nombre de leurs associés. Le lendemain, le 10 août 2019, Epstein est retrouvé mort dans sa cellule de prison à Manhattan. 
Virginia Giuffre raconte avoir été victime de trafic sexuel impliquant le prince Andrew par l'intermédiaire d'Epstein dans une interview d'octobre 2019 pour l'émission Panorama de la BBC diffusée le 2 décembre 2019. Elle en appelle aux Britanniques pour la « soutenir, l'aider à mener ce combat, ne pas accepter cela ». Combinée à l'interview catastrophique du prince Andrew pour l'émission Newsnight, diffusée sur la BBC en novembre 2019, l'appel de Giuffre contribue à changer l'opinion publique en faveur des plaignants.
En 2025, sa famille annonce son suicide. 

## Biographie

### Jeunesse
Virginia Giuffre, née Virginia Louise Roberts à Sacramento en Californie le 9 août 1983, est la fille de Sky et Lynn Roberts,. La famille déménage à Loxahatche dans le comté de Palm Beach en Floride lorsqu'elle a quatre ans. Giuffre a un frère cadet. Il est rapporté qu'elle vient d'une « famille difficile » et qu'elle fut agressée sexuellement par un ami proche de la famille à l'âge de sept ans. Giuffre déclare au Miami Herald qu'elle est passée « d'une situation de maltraitance à une fugue, pour ensuite vivre en familles d'accueil ». Elle vit dans la rue à l'âge de 13 ans avant de devenir la proie d'un trafiquant sexuel de 65 ans, Ron Eppinger, à Miami. Virginia Giuffre vit avec Eppinger pendant environ six mois. Eppinger aurait dirigé une agence de mannequins, Perfect 10, qui est en réalité une entreprise de façade pour un trafic sexuel international. Sa maison est perquisitionnée par le FBI et il plaide coupable des accusations de trafic sexuel international, de voyage entre États fédéraux à des fins de prostitution, et de blanchiment d'argent.  
À 14 ans, elle retrouve son père et retourne vivre avec lui. Son père travaille alors comme responsable de l'entretien du club privé de Donald Trump, Mar-a-Lago, où il aide Giuffre à trouver un emploi.

### Rencontre avec Epstein (2000-2002)
À l'été 2000,, Virginia Giuffre rencontre Ghislaine Maxwell pour la première fois alors qu'elle travaille comme assistante au spa du Mar-a-Lago. Maxwell approche Giuffre, notant qu'elle lit un livre sur la massothérapie, et l'interroge sur son intérêt pour le massage. Elle lui propose alors un emploi potentiel pour Epstein en tant que masseuse itinérante avec l'assurance qu'aucune expérience professionnelle n'est requise. Virginia Giuffre déclare qu'une fois présentée à Jeffrey Epstein, ils commencèrent rapidement à l'agresser sexuellement sous prétexte d'être formée en tant que massothérapeute professionnelle. 
Entre 2000 et 2002, Virginia Giuffre est étroitement associée à Epstein et Maxwell, voyageant entre les résidences d'Epstein à Palm Beach et à Manhattan, avec des voyages supplémentaires au ranch Zorro d'Epstein au Nouveau-Mexique et sur l'île privée Little Saint James. Dans la série primée de journalisme d'investigation du Miami Herald nommée « Perversion de la Justice », Giuffre décrit son traitement pour fournir des massages et des services sexuels à Epstein et un certain nombre de ses partenaires professionnels sur une période de plus de deux ans et demi. 
À propos du fait que Virginia Giuffre aurait fait l'objet d'un trafic pour le prince Andrew en mars 2001, elle déclare dans une interview que c'était une période « cruelle » et « vraiment effrayante » de sa vie et qu'elle « ne pouvait pas comprendre comment au plus haut niveau du gouvernement, des gens puissants pouvaient permettre que cela se produise. Non seulement permettre, mais y participer ». Dans les documents légaux d'une poursuite civile qui sont rendus public en 2019, Virginia Giuffre nomme plusieurs autres personnes avec qui, selon elle, Epstein et Maxwell lui demandèrent d'avoir des relations sexuelles : le gestionnaire de fonds spéculatifs Glenn Dubin, l'avocat Alan Dershowitz, le politicien Bill Richardson, le scientifique du MIT Marvin Minsky, l'avocat George J. Mitchell et l'agent de mannequins pour MC2 Jean-Luc Brunel, . 
En septembre 2002, à 19 ans, Virginia Giuffre s'envole pour la Thaïlande pour l'école internationale de formation en massage, à Chiang Mai. Ghislaine Maxwell lui fournit des billets pour le voyage et lui donne l'ordre de rencontrer une Thaïlandaise préalablement identifiée pour la ramener aux États-Unis pour Epstein. 
Alors à l'école de massage en Thaïlande, elle rencontre Robert Giuffre, un entraîneur australien d'arts martiaux, avec qui elle se marie rapidement. Elle informe Epstein qu'elle ne reviendra pas comme prévu. Le jeune couple fonde une famille en Australie et Virginia rompt alors le contact avec Epstein et Maxwell. 

#### Premier contact avec les autorités
En mars 2005, la police de Palm Beach commence à enquêter sur Epstein après qu'une jeune fille de 14 ans et ses parents ont signalé son comportement. La fille rapporte avoir été recrutée par une camarade de son lycée pour donner un massage à Epstein dans sa maison où il l'a ensuite agressée sexuellement. En octobre 2005, la police, devant la liste croissante de filles ayant formulé des accusations similaires d'abus sexuels et des déclarations des majordomes d'Epstein corroborant leurs affirmations, perquisitionne sa propriété de Palm Beach.  
Les détectives de la police notent que les accusatrices décrivent leur expérience de la même façon : Epstein leur demanderait de le masser, puis les agresserait sexuellement. Lorsque la police fouille les ordures d'Epstein, elle trouve des notes avec les numéros de téléphone des filles. L'une d'elles est d'ailleurs appelée par l'assistant d'Epstein lors de son interrogatoire par la police.  
Virginia Giuffre rapporte au journal Miami Herald qu'elle a reçu une série d'appels sur trois jours en 2007. Le premier appel fut de Ghislaine Maxwell puis, un jour plus tard, un appel de Jeffrey Epstein, demandant tous les deux si elle avait parlé aux autorités, suivi du troisième appel d'un agent du FBI qui déclara qu'elle avait été identifiée comme victime lors de la première affaire contre Epstein. Elle refuse de parler longuement au FBI jusqu'à ce qu'elle soit à nouveau contactée personnellement, cette fois par la police fédérale australienne, six mois après avoir été contactée par téléphone.

### Poursuites judiciaires

#### Première affaire
En 2006, un an avant que Virginia Giuffre ne soit contactée pour la première fois par les autorités, le service de police de Palm Beach dispose d'un nombre croissant de preuves contre Epstein et émet un mandat d'arrêt pour de multiples chefs d'accusation d'actes sexuels illégaux sur mineur. Epstein engage une équipe d'avocats renommés, dont Alan Dershowitz, Jack Goldberger, Kenneth Starr et Jay Lefkowitz pour sa défense. Au fur et à mesure de l'avancement de l'affaire, le chef de la police Michael Reiter s'alarme du traitement qu'en font les procureurs fédéraux, puis le juge fédéral Barry Krischer. Le 1er mai 2006, Reiter demande à Krischer de se retirer de l'affaire. Lorsque ce dernier refuse, le chef de la police remet ses preuves au FBI pour des poursuites fédérales. Alors que Reiter espérait initialement que le FBI mène une enquête approfondie, en 2007, le procureur du sud de la Floride, Alexander Acosta, décide de ne pas poursuivre Epstein devant un tribunal fédéral et renvoie l'affaire à la juridiction locale.  
L'inspecteur en chef de la police Joseph Recarey affirme que les procureurs étaient désireux, dans un premier temps, de poursuivre l'action pénale contre Epstein mais que « tout a pris un tournant » lorsque l'avocat Alan Dershowitz a été impliqué. Krisher décide alors de prendre la mesure inhabituelle de remettre l'affaire d'Epstein à un grand jury, puis présente le témoignage d'une seule victime. L'équipe juridique d'Epstein cherche des concessions de façon agressive et prolonge le processus lors de la négociation d'un accord de plaidoyer avec Alex Acosta. Acosta, qui décrit la tactique des avocats d'Epstein comme une « agression d'un an contre le parquet et les procureurs », accepte finalement de signer un accord controversé de non-poursuite en 2008, sans en informer les victimes. Cet accord est ensuite jugé comme enfreignant la loi sur les droits des victimes d'actes criminels. 
Reiter déclare que la manière dont les procureurs d'État et fédéraux ont traité l'affaire Epstein constituait « le pire échec du système de justice pénale » des temps modernes. 
En mai 2009, Virginia Giuffre dépose une plainte en tant que Jane Doe 102 vs Epstein et accuse Ghislaine Maxwell de l'avoir recrutée pour du trafic sexuel alors qu'elle était mineure,. Fin 2009, des dizaines de victimes d'Epstein intentent des poursuites civiles contre lui. Elles demandent également que l'accord de non poursuite passé avec le tribunal en 2008 soit rendu public.

#### Affaire sur Crime Victims Rights Act (Loi sur les droits des victimes d'actes criminels, 2008-2019)
En 2008, Bradley Edwards et Paul G. Cassell (Jane Doe vs États-Unis d'Amérique) poursuivent en justice le ministère américain de la Justice et l'accusent d'avoir enfreint la loi sur les droits des victimes d'actes criminels lors de la première affaire pénale contre Epstein en ne permettant pas à plusieurs de ses victimes de contester son accord avec le tribunal. Epstein poursuit Bradley Edwards en justice à ce titre, mais abandonne finalement ; Edwards le poursuit à son tour pour poursuite malveillante, de sorte qu'Epstein présente des excuses publiques à l'avocat et règle l'affaire pour une somme non divulguée en décembre 2018,. Edwards, qui représente plusieurs accusateurs d'Epstein en plus de Giuffre, aurait accepté pour aider ses clientes qui souhaitaient poursuivre un objectif ultérieur, c'est-à-dire de faire entendre leurs allégations devant un tribunal fédéral afin d'annuler l'accord de non-poursuite. Edwards déclare : « Mes clientes sont prêtes à parler. Elles veulent partager leurs histoires. Cela fait partie de leur guérison »
Dans une décision de février 2019, le juge de district Kenneth Marra détermine que les procureurs ont enfreint les droits des victimes tels que définis par la loi sur les droits des victimes d'actes criminels . 

#### Décision de s'exprimer publiquement

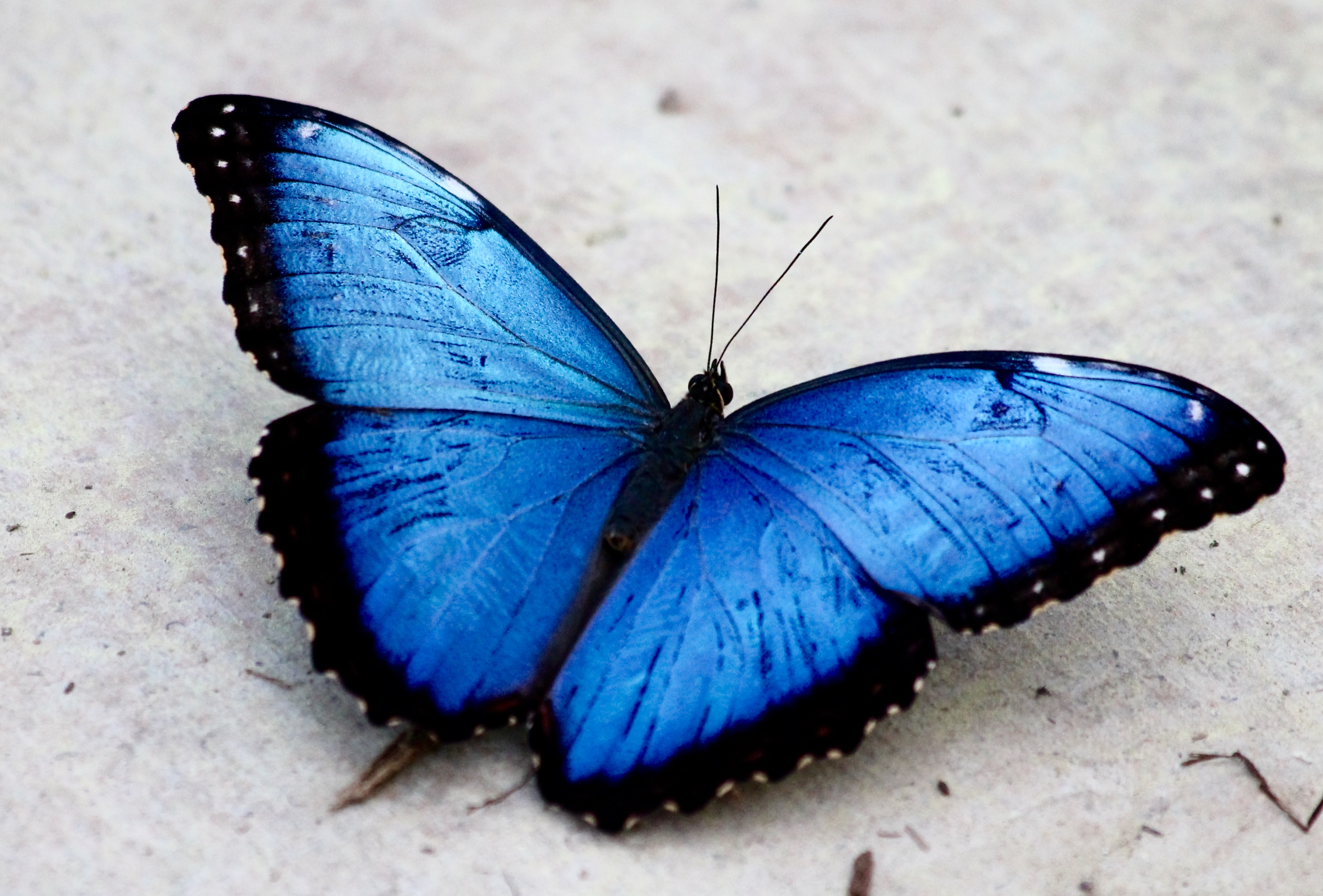
Victims Refuse Silence utilise un papillon bleu comme symbole de transformation et de prise de pouvoir pour les survivantes d'abus sexuels.

Virginia Giuffre attribue à la naissance de sa fille le 7 janvier 2010 sa décision de parler publiquement de ses expériences d'abus sexuels et de trafic, malgré les risques,. Vanity Fair déclare que l'histoire de Giuffre a été publiée pour la première fois en mars 2011 par le Mail on Sunday, un quotidien britannique dont la première page montre une photo du prince Andrew avec son bras autour d'elle dans la maison de Maxwell à Londres. Des agents du FBI prennent de nouveau contact avec elle, cette fois au consulat américain à Sydney en 2011, peu de temps après qu'elle a rendues publiques des allégations contre Epstein et le prince Andrew. 
En décembre 2014, Virginia Giuffre créé Victims Refuse Silence,,. L'objectif de cette association est « d'aider les survivants à surmonter la honte, le silence et l'intimidation que subissent généralement les victimes d'abus sexuels, et d'aider les autres à échapper au trafic sexuel ». Pour son organisation Victims Refuse Silence, elle utilise l'imagerie d'un papillon bleu Morpho pour symboliser la transformation et la prise de pouvoir qui se produisent lorsqu'une victime devient une survivante. Le bleu est la couleur internationale de la sensibilisation à la traite des êtres humains. Les États-Unis désignent janvier comme le mois de la sensibilisation à la traite des êtres humains, le 11 janvier étant la journée nationale pour porter du bleu. 

#### Allégations contre le prince Andrew
Dans le dossier déposé au tribunal de Floride en décembre 2014 en vue d'une inculpation dans le procès de 2008 (Affaire sur Crime Victims Rights Act), Virginia Giuffre décrit avoir été livrée au prince Andrew, duc d'York, au moins trois fois alors qu'elle avait 17 ans en 2001,. Elle prétend que Jeffrey Epstein et Ghislaine Maxwell l'ont emmenée dans une boîte de nuit londonienne, le Tramp, où elle a rencontré le prince et dansé avec lui. Plus tard dans la nuit, alors qu'il se rendait à la résidence de Maxwell à Belgravia, Maxwell aurait demandé à Giuffre de « faire pour [le prince Andrew] ce que tu fais pour Epstein ». 
Une photo montrant Virginia Giuffre, le prince Andrew et Ghislaine Maxwell dans l'appartement de cette dernière est largement diffusée depuis 2011. Le rôle du prince Andrew en tant qu'envoyé pour le Commerce a pris fin en juillet 2011. Il aurait rompu tous ses liens avec Epstein,. 
Dans le dossier du procès, elle affirme qu'une des relations sexuelles avec le prince Andrew a eu lieu au cours d'une orgie à Little Saint James. Plusieurs filles mineures d'Europe de l'Est, le prince et Jeffrey Epstein lui-même étaient présents. 
En 2015, le palais de Buckingham déclare que « toute suggestion d'irrégularité avec des mineurs est catégoriquement fausse », répétant plus tard les démentis. Les demandes des avocats de Giuffre pour une déclaration sous serment du duc de York sur les allégations restent sans réponse à ce jour.
En 2019, le Daily Mail publie des photos du duc de York à l'intérieur de la maison de Jeffrey Epstein. Le duc salue une jeune femme en train de sortir.

#### Allégations d'Alan Dershowitz et poursuites judiciaires connexes
Virginia Giuffre affirme qu'Epstein l'a livrée sexuellement à l'avocat et professeur de droit émérite de Harvard Alan Dershowitz au moins six fois, la première fois à l'âge de 16 ans. Dershowitz, qui est un ami d'Epstein, l'a représenté dans sa condamnation pénale de 2008 et aidé à négocier l'accord controversé de non-poursuite. 
Les premières accusations apparaissent en Floride le 30 décembre 2014 par les avocats Bradley J. Edwards et Paul G. Cassell qui alléguent qu'Alan Dershowitz est l'une des nombreuses personnalités, dont le prince Andrew, à avoir participé à des activités sexuelles avec une mineure identifiée plus tard comme étant Giuffre. L'affidavit de Giuffre doit être inclus dans le cadre du procès de 2008 (Jane Doe c. USA) accusant le ministère de la Justice d'avoir enfreint la loi sur les droits des victimes d'actes criminels lors de la première affaire pénale d'Epstein. Dershowitz nie les allégations contenues dans la déclaration de Giuffre et demande la radiation d'Edwards et Cassell, les avocats ayant déposé la plainte,,. Edwards et Cassell poursuivent Dershowitz pour diffamation en 2015 ; il les poursuit à son tour. Les deux parties s'entendent en 2016 pour un montant financier non divulgué. 
Après les démentis de Dershowitz, Giuffre déclare : « Je ne vais pas être intimidée de nouveau pour me taire ». 
En 2014, Virginia Giuffre est représentée par Stanley Pottinger dont le cabinet est spécialisé dans les cas d'abus sexuels impliquant des femmes et des enfants. Anticipant les défis qui attendent Giuffre pour accuser des individus extrêmement riches et puissants, Pottinger cherche un autre avocat qui pourrait offrir les mêmes services. À sa demande, David Boies et son cabinet d'avocat, Boies Schiller Flexner, commence à représenter Giuffre, pro bono, en 2014. Boies représente plusieurs des accusatrices d'Epstein. En plus de lui, les avocats de Giuffre incluent Brad Edwards et Paul Cassell. 
En avril 2019, Virginia Giuffre poursuit Dershowitz pour diffamation à New York avec Boies comme avocat. En juin 2019, Dershowitz dépose une requête pour rejeter la demande de procès de Giuffre (qui est ensuite refusée) et une requête pour disqualifier le cabinet de David Boies de la représenter (qui est approuvée),. Elle déclare en septembre 2019 qu'elle maintient ses accusations. Dershowitz accuse Boies d'avoir fait pression sur Giuffre pour qu'elle fournisse un faux témoignage, en réponse à quoi Boies le poursuit en novembre 2019 pour diffamation.  
En octobre 2019, Charles Cooper reprend la représentation de Giuffre dans le procès en diffamation contre Dershowitz après qu'un juge a décidé que Boies ne pouvait pas continuer à être l'avocat de Giuffre parce que l'accusation de Dershowitz selon laquelle elle avait comploté avec ses avocats pour faire de fausses déclarations avait fait de Boies un témoin potentiel. 
En avril 2019, Maria Farmer dépose un affidavit à l'appui de la poursuite en diffamation de Giuffre contre Dershowitz, qui indique que, pendant que Farmer travaille à la signature d'invités à la réception d'Epstein en 1995-1996, elle a régulièrement rencontré Dershowitz au manoir de New York en même temps que des filles mineures. 

#### Affaires civiles

##### Affidavit de Virginia Roberts (2014)
En janvier 2015, Virginia Giuffre entame une poursuite judiciaire en Floride contre Epstein pour l'avoir livrée au prince Andrew et à Alan Dershowitz. Dans un affidavit sous serment, elle affirme que Maxwell travaillait comme entremetteuse pour Epstein. En avril 2015, un juge fédéral statue qu'elle ne peut pas se joindre au procès fédéral en vertu de la loi sur les droits des victimes d'actes criminels et son affidavit est radié de l'affaire.  

##### Virginia Giuffre vs Ghislaine Maxwell(2015)
À la suite des allégations de Virginia Giuffre et des commentaires de Ghislaine Maxwell à leur sujet, Giuffre poursuit Maxwell pour diffamation devant un tribunal fédéral de New York en septembre 2015. Après de nombreuses confrontations juridiques, l'affaire est réglée sous scellés en juin 2017, pour il semblerait plusieurs « millions ». 

##### Virginia Giuffre vs Alan Dershowitz(2019)
En avril 2019, elle intente une action en justice pour diffamation civile fédérale contre Alan Dershowitz à New York,. 
Elle est d'abord représentée par David Boies, mais Alan Dershowitz réussit à le faire dessaisir de l'affaire, prétendant que des membres du cabinet d'avocats pourraient être appelés à témoigner au procès. Elle est ensuite représentée par l'avocat Charles Cooper. Boies dépose une poursuite en diffamation distincte contre Dershowitz pour avoir laissé entendre que Boies avait fait pression sur Giuffre pour de fausses allégations. 

#### Deuxième affaire pénale
Jeffrey Epstein est arrêté le 6 juillet 2019 à l'aéroport de Teterboro dans le New Jersey et accusé de trafic sexuel et d'organisation de trafic sexuel par des procureurs de l'unité de corruption publique du district sud de New York. Dans l'acte d'accusation, il est accusé d'avoir sollicité des massages de filles mineures où les activités devenaient de plus en plus sexuelles, puis d'avoir enrôlé les filles pour recruter d'autres victimes mineures contre rémunération. Le procureur américain Geoffrey Berman du tribunal de district américain du district sud de New York appelle les autres victimes d'Epstein à se manifester. L'acte d'accusation fédéral énumère également le rôle clé des « employés et associés » rémunérés d'Epstein responsables de l'établissement du calendrier des victimes. Un mois après son arrestation, Epstein est retrouvé mort le 10 août 2019, pendu dans sa cellule de prison de Manhattan,.  
Le 29 août 2019, à la suite du décès d'Epstein, l'affaire contre lui est classée après que le juge de district Richard Berman a rejeté toutes les accusations,. Le juge Berman exprime son soutien aux accusatrices d'Epstein, déclarant qu'il les a invitées à parler publiquement lors d'une audience le 27 août 2019 par « respect » pour « les décisions difficiles que les victimes ont prises pour se manifester ». Virginia Giuffre fait partie des 16 femmes qui prennent la parole publiquement à l'audience, ainsi qu'Anouska De Georgiou, Sarah Ransome, Jennifer Araoz, Chauntae Davies, Courtney Wild, Theresa J. Helm et Marijke Chartouni. Lors de l'audience, elle déclare : « Le jugement ne doit pas prendre fin. Cela doit continuer. Il n'a pas agi seul. Nous les victimes le savons ». Les procureurs indiquent qu'ils poursuivraient une enquête sur d'éventuels complices.  

### Couverture médiatique
En 2015, ABC News invite Virginia Giuffre et sa famille à New York pour une interview. La famille est installée au Ritz-Carlton et elle est interviewée à propos de Epstein pendant plus d'une heure par la chaîne. Cependant, la diffusion de l'interview est abandonnée. Il apparaît que l'ancien avocat d'Epstein, Alan Dershowitz, a contacté la chaîne. Ce dernier confirme à NPR qu'il est intervenu en appelant les producteurs et un avocat de NBC après avoir appris que Giuffre avait été interviewée, déclarant « Je ne voulais pas voir la crédibilité de [Giuffre] renforcée par ABC ».  
Elle apparaît ensuite dans une édition spéciale de Dateline NBC avec Savannah Guthrie discutant du scandale Epstein avec les victimes Anouska De Georgiou, Rachel Benavidez, Jennifer Araoz, Marijke Chartouni et Chauntae Davies. L'édition spéciale, intitulée « Reckoning », est diffusée le 20 septembre 2019.  
Virginia Giuffre est interviewée pour l'enquête menée par 60 Minutes Australia, diffusée le 10 novembre 2019,. Durant l'émission, elle décrit son expérience d'avoir été l'objet d'un trafic sexuel avec le prince Andrew à trois reprises en 2001 : la première fois à Londres dans la résidence de Maxwell à Belgravia, la seconde fois dans la maison d'Epstein à New York, et la dernière fois avec plusieurs autres filles et le prince sur l'île Little Saint James.  
Elle accorde également une interview en octobre 2019 à la BBC décrivant son expérience avec le prince Andrew pour un épisode spécial de l'émission Panorama, Le Prince et le scandale d'Epstein, diffusé le 2 décembre 2019,. Dans le programme, Giuffre lance un appel au public britannique pour la « soutenir, l'aider à combattre ce combat, ne pas considérer cela comme étant acceptable ».  
Une journaliste de la BBC, Emily Maitlis, réalise une interview du prince Andrew au cours de l'émission Newsnight, discutant son amitié avec Epstein et les allégations de Giuffre. L'émission est diffusée le 16 novembre 2019. L'attitude du prince Andrew lors de l'interview est reçue avec une désapprobation écrasante et, combinée à l'appel au public de Giuffre, contribue à un changement d'opinion publique en Grande-Bretagne,. Le 20 novembre 2019, le prince démissionne de ses fonctions royales à la suite de la rupture des liens initiée par un certain nombre d'associations et d'organisations caritatives auxquelles il était lié,. Malgré les promesses du prince d'aider les autorités, en janvier 2020, l'avocat américain Geoffrey Berman déclare que le prince Andrew a fourni « zéro coopération » à la suite des demandes du FBI et du district sud de New York pour l'interroger dans le cadre de l'enquête Epstein. 
Virginia Giuffre apparaît dans un documentaire en quatre parties sur Netflix, publié en mai 2020, intitulée Jeffrey Epstein: Filthy Rich, réalisé par Lisa Bryant et fondée sur le livre précédent du même nom de James Patterson.

### Vie privée et mort
Après son mariage avec Robert en 2002, Virginia Giuffre vit pendant onze ans dans la banlieue de Glenning Valley, sur la Côte centrale de la Nouvelle-Galles du Sud en Australie. Sa famille emménage aux États-Unis en novembre 2013 et y reste plusieurs années, d'abord en Floride et plus tard au Colorado. En 2019, on rapporte qu'elle vit à Cairns, en Australie, avec son mari Robert et leurs trois enfants : deux fils et une fille. 
Le 25 avril 2025, quelques semaines après un accident de voiture, sa famille annonce qu'elle est morte par suicide, à l'âge de 41 ans. Toutefois, son père a publiquement exprimé ses doutes, affirmant le 1er mai qu’il « croyait que quelqu’un s’était occupé d’elle », insinuant un possible acte extérieur. À sa mort le 25 avril 2025, Virginia Giuffre était en plein divorce avec son mari de longue date, Robert Giuffre, ainsi que dans une bataille pour la garde de leurs trois enfants.

### Articles de presse
- (en-US) Julie K. Brown, « Even from jail, sex abuser manipulated the system. His victims were kept in the dark », Miami Herald,‎ 28 novembre 2018 (lire en ligne)
- (en-US) Julie K. Brown, « For years, Jeffrey Epstein abused teen girls, police say. A timeline of his case », Miami Herald,‎ 28 novembre 2018 (lire en ligne)
- (en-US) Julie K. Brown, « How a future Trump Cabinet member gave a serial sex abuser the deal of a lifetime », Miami Herald,‎ 28 novembre 2018 (lire en ligne)
- (en-US) Connie Bruck, « Devil's Advocate: Alan Dershowitz's long, controversial career and the accusations against him », The New Yorker,‎ 5 août 2019 (lire en ligne)